# Unicredit Czech Open 2006
Lo Unicredit Czech Open 2006 è stato un torneo di tennis della categoria ATP Challenger Series disputato nell'ambito dell'ATP Challenger Series 2006. Il torneo si è giocato a Prostějov in Repubblica Ceca dal 5 all'11 giugno 2006 su campi in terra rossa.

## Vincitori

### Singolare
Jan Hájek ha battuto in finale  Dominik Hrbatý con il punteggio di 6–3, 5–7, 6–2

### Doppio
František Čermák /  Jaroslav Levinský hanno battuto in finale  Jan Mašík /  Michal Tabara con il punteggio di 6–3, 6–2